# Хейстингс
Вижте пояснителната страница за други значения на Хейстингс.
Хейстингс (на английски: Hastings) е град в графство Източен Съсекс на южното крайбрежие на Англия. Градът е разположен на 32 км източно от столицата на графството – Луис и на 85 км югоизточно от Лондон. Населението му е 93 592 души (2017 г.).
В исторически план Хейстингс може да претендира за слава чрез връзката си с Норманското нашествие в Англия, а също и защото става една от средновековните Пет порти или Cinque Ports. Хейстингс е бил важно риболовно пристанище в продължение на векове. Въпреки че в днешни дни е много по-малък, все още има най-големият плаж на базата на риболовния флот в Англия. Градът става морски курорт през 60-те години на XVIII век.
Атракцията Хейстингс като туристическа дестинация продължава; въпреки че броят на хотелите е намалял, градът осигурява забавления за всички видове вкусове. Разраства се в „модерен европейски град“.

## История
Най-ранното споменаване на Хейстингс е било през VIII век под формата на Hastingas, което идва от староанглийското име на племето Hæstingas, което означава „Съветът на Хеста“, „поддръжниците/последователите на Хеста“. През XI век е било само малко незначително градче в Англия, където през 1066 г. войската на Уилям Завоевателя разбила армията на крал Харолд II. След това събитие Уилям става крал на Англия и става основател на нова династия на английските крале. На мястото на това важно историческо събитие сега е основан малък град на име Батъл (от англ. battle – битка), който се намира на 8 километра от съвременен Хейстингс.

## География и климат
Хейстингс е разположен там, където пясъчниковите отложения в Хай Уийлд, наричани също Хейстингски пясъчници, се срещат с Ламаншa, формирайки високи стръмни скали на изток от града. Старият град на Хейстинг е в защитена долина между Източния и Западния хълм (на който стоят останките от замъка). През Викторианската епоха, а и след това градът се разпростира на запад и север.
Плажът е главно покрит с камъни, въпреки че има и широки зони с пясък. Градът в по-голямата си част е построен върху ниски хълмове, въздигащи се до не повече от 150 метра над морското равнище край „Хребета“ (англ. The Ridge) преди да спаднат надолу към реката към север.

### Климат
Наред с останалите Британски острови и Южна Англия в Хейстингс климатът е морски с хладни лета и меки зими. По отношение на местния климат Хейстингс е в източния край на най-слънчевата част на Великобритания от крайбрежието на остров Уайт до района Хейстингс. Температурите от 1960 г. в Хейстингс са достигнали до 33.2 °C през юли 2006 до -9.8 °C през януари 1987 г.

## Забележителности
Замъкът Хейстингс е построен през 1070 г. от норманите, четири години след Норманското нашествие. Разположен е на Западния хълм и има изглед към центъра на града. Малки останки от замъка са арката, останала от параклиза, част от стените и подземията.
Кеят може да се види от всяка част на крайморския булевард в града, но е затворен заради пожар, който изгорил повечето сгради и причинил сериозни щети на кея.
В града могат да се видят много църкви включително Church in the Wood, Ebenezer Particular Baptist Chapel, Fishermen's Museum и St Mary Magdalene's Church.
На крайбрежния булевард в квартала Свети Леонард се намира Морската палата, която първоначално наричали „Корабът“, заради архитектурния ѝ стил.

## Побратимени градове
Хейстингс е побратимен град с:
- Бетюн, Франция